# Luftangriffe auf Schmalkalden
Schmalkalden war im Zweiten Weltkrieg zweimal das Ziel von Angriffen der in England stationierten 8th Air Force. Diese griff am 20. Juli 1944 und am 6. Februar 1945 die kleine Stadt (11.000 Einwohner) mit schweren strategischen Bombenflugzeugen unter Abwurf einer großen Tonnage Spreng- und Brandbomben an. Trotz vieler Fehlwürfe in die Umgebung entstanden bedeutende Schäden an Wohnhäusern, öffentlichen Bauten und Industrieanlagen. 88 Menschen (im damaligen Stadtgebiet) starben.

## Die Angriffe
Die beiden – als vergleichsweise mittelschwer zu bezeichnenden – Tagesangriffe wurden am 20. Juli 1944 und am 6. Februar 1945 mit schweren Fernbombern und begleitenden Jagdflugzeugen der 8th Air Force ausgeführt, die von ihren Basen in England gestartet waren. Beide Angriffe waren Teil großangelegter amerikanischer Luftkriegsoperationen gegen Ziele in Mitteldeutschland.

### Der Angriff am 20. Juli 1944

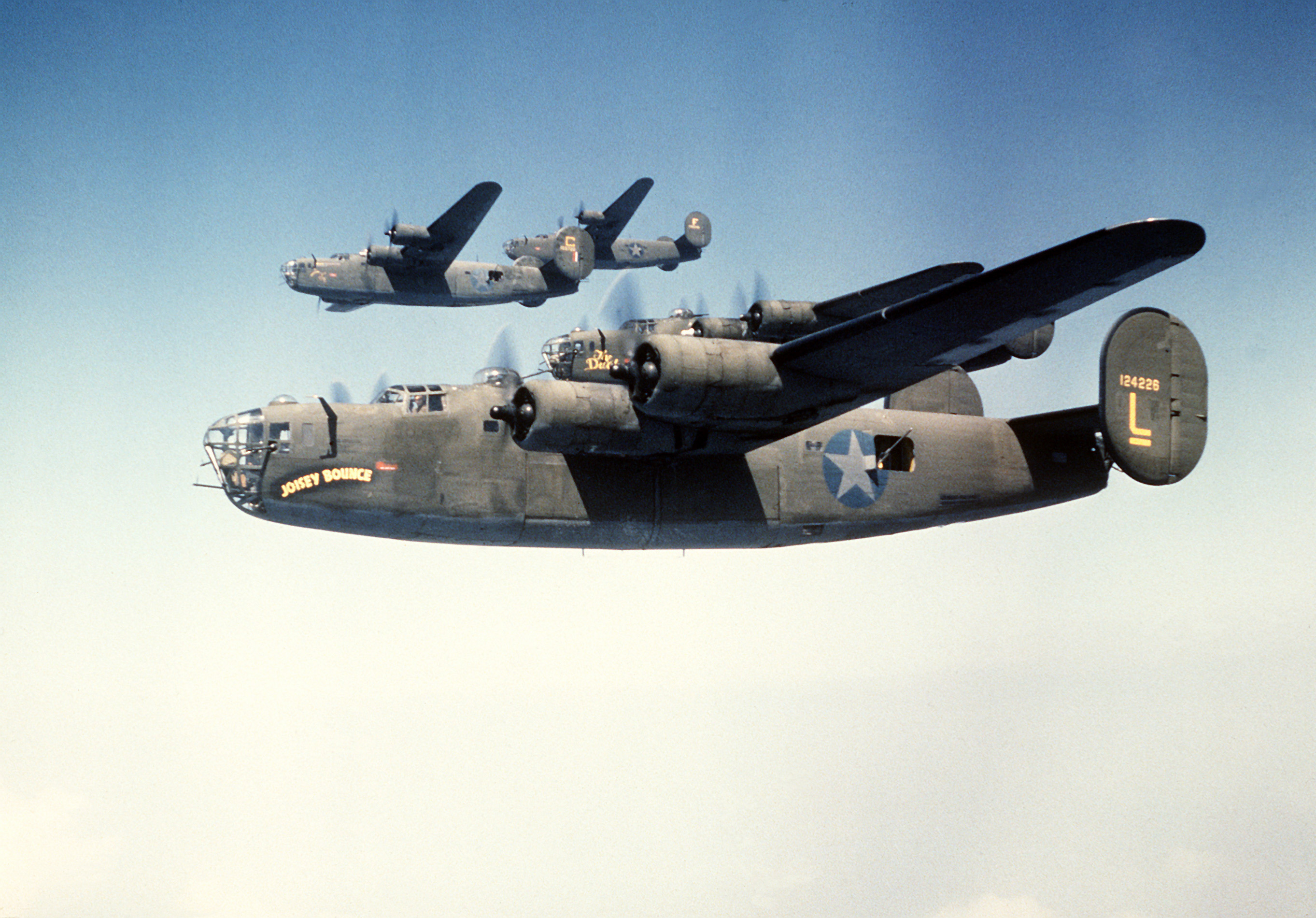
Amerikanische B-24 „Liberator“-Fernbomber

Die 2nd Bombardment Division der 8th Air Force sollte an diesem Tag mit 480 schweren viermotorigen Bombern des Typs B-24 „Liberator“ und 47 Jagdflugzeugen des Typs P-47 „Thunderbolt“ Städte in Thüringen angreifen („Mission 484“). Hauptziele waren Erfurt-Nord, Gotha und Eisenach. Ein Teil dieses Großverbandes suchte wegen der Witterungsbedingungen Sekundärziele, zu denen Schmalkalden gehörte. Nach dem Kriegstagebuch der 8th Air Force wurde Schmalkalden von 80 Bombern vom Typ B-24 mit 246 Tonnen Bombenlast angegriffen. Dieses hätte ausgereicht, um die gesamte Stadt in Schutt und Asche zu legen und stimmt so nicht. Der Auswertungsbericht S.A. 2344 der United States Army Air Forces kommt nach der Zahl und Art der auf Schmalkalden abgeworfenen Bomben zu dem Ergebnis, dass diese von 18–19 Bombern gestammt haben.
Nach den Beobachtungen und Untersuchungen in Schmalkalden selber (Bericht des Bürgermeisters vor dem Gemeinderat) ergibt sich folgendes Bild: Etwa 32 Bomber (das entspräche einer Bombergruppe, wohl der 458th Bombardment Group) warfen – nach Sirenenwarnung um 11.20 Uhr – ab 11.30 Uhr in 7–10 Minuten aus 2.000 bis 6.000 Metern Höhe nach Sicht ihre Bombenlast ab. Es wurden 355 Sprengbombeneinschläge, 546 Trichter von Flüssigkeits-Brandbomben INC 500lbs (sehr durchschlagskräftige, 227 kg schwere Bomben mit einem schwer löschbaren Benzol-Schweröl-Lappen-Brandgemisch) und 60 Blindgänger gezählt. Dazu kamen etwa 600 Stück Elektron-Thermit-Stabbrandbomben (je 1,7 kg), die vorwiegend in der Gemarkung Näherstille niedergingen. Von den insgesamt etwa 1.500 Bomben getroffen wurden besonders die östlichen und nördlichen Teile der Stadt mit „sehr hohen Sachschäden“: Wohnhäuser (56 total zerstört bis mittelschwer beschädigt), kommunale Einrichtungen, Straßen, Brücken, Wasserrohrnetz, Wasserhochbehälter (auf der Queste) und mittelständische Industrie-Anlagen. Viele Fehlabwürfe ins offene Gelände, besonders als Teppichwurf im Bereich des Hausbergs der Schmalkaldener, der direkt östlich benachbarten Queste, und an der Weidebrunner Landstraße verhinderten ein noch größeres Unglück für die Stadt. Noch heute (2015) finden sich zahlreiche große Bombentrichter im Wald der 1944 weitgehend verwüsteten Queste. Im Museum der Wilhelmsburg wird die Stahlhülle einer der verwendeten Splitter-Sprengbomben gezeigt. Den Bombern folgten etwa 10 Begleitjäger, die als Tiefflieger mit Bordwaffen auf bewegliche Ziele feuerten.
55 Menschen starben als Folge des Angriffs vom 20. Juli. Für die 42 bis dahin geborgenen Opfer (darunter 9 Kinder) fand am 22. Juli auf dem Altmarkt eine Totenehrung statt, der ein Trauerzug auf den Friedhof im Eichelbach folgte. Dort wurden die Särge im Bereich des „Heldenhains“ für die Gefallenen des Ersten Weltkriegs der Erde übergeben.
Das bei der Bombardierung der Queste reichlich angefallene Holz wurde vorrangig zur Abstützung der vorhandenen öffentlichen und privaten Luftschutzkeller verwendet.

### Der Angriff am 6. Februar 1945

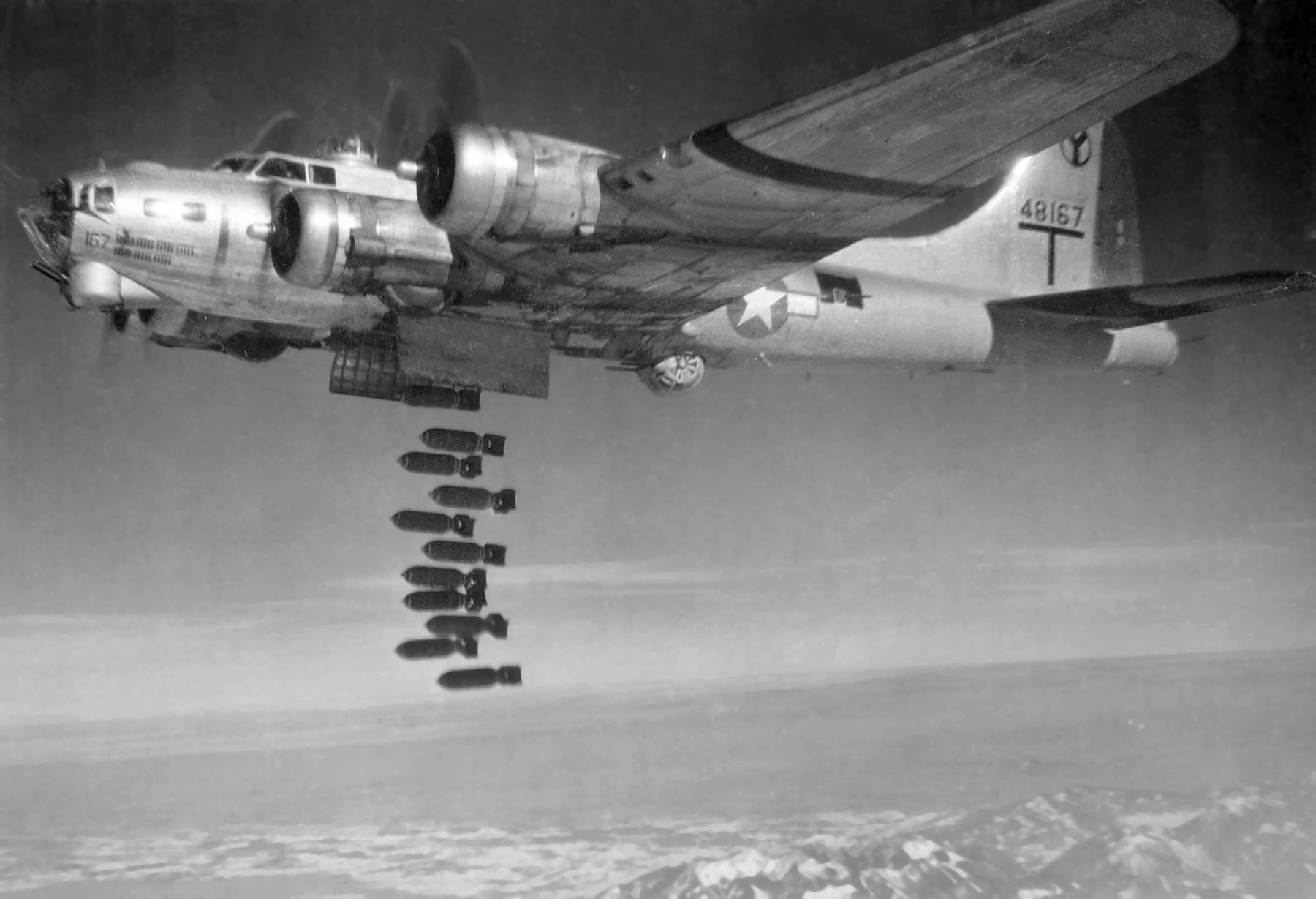
Amerikanische B-17 „Flying Fortress“ beim Bombenwurf

An diesem Tag starteten die 1st, 2nd und 3rd Air Division der 8th Air Force mit 1.383 (effektiv 1310) Bombern vom Typ B-17 „Flying Fortress“ und 780 Begleitjäger vom Typ P-51 „Mustang“ zu Angriffen auf Ziele in Sachsen und (dem heutigen) Sachsen-Anhalt. Der Himmel war bewölkt. Sekundärziele waren in Thüringen ausgewiesen. Die 457th. Bombardment Group der 1st Air Division erhielt den Befehl, bei 4/5 und 5/5 Bewölkung Schmalkalden im Sichtflug als „Gelegenheitsziel“ anzugreifen. 33 B-17-Bomber warfen in fünf Minuten aus 2.000 bis 3.000 Metern Höhe 77 Tonnen Bomben ab. Die Lage des Bombenteppichs ließ darauf schließen, dass der Bahnhof das Hauptziel war. Doch trafen Bomben auch die Stadtmitte und den Südwesten der Fachwerk-Stadt (Altmarkt, Haindorfgasse, Entenplan, Sandgasse, Bahnhofstraße). Eine Vielzahl von Bomben fiel auch ins freie Gelände: in die Gemarkungen von Schmalkalden, Aue, Näherstille und zwischen Herrenbreitungen und Barchfeld. Insgesamt handelte es sich bei den auf die Stadt abgeworfenen Bomben um 3–5 Minenbomben (wohl hochexplosive Splitterbomben), etwa 400 Sprengbomben (zur Hälfte 227 kg, zur Hälfte 457 kg), 20 Brandbomben und 8 Blindgänger. Die Sachschäden waren erheblich größer, als beim ersten Angriff. Zur bombardierten Industrie gehörten eine Kranbau-Fabrik und je eine Werkzeug-, Besteck- und Metallwaren-Fabrik sowie das Städtische Gaswerk. Etwa 40 Wohngebäude wurden total zerstört oder wurden einsturzgefährdet, 140 waren mittelschwer betroffen. Zu den leicht- oder mittelschwer getroffenen öffentlichen Gebäuden gehörten das historische Rathaus, die Stadtkirche und die Totenkirche, die Thüringische Tageszeitung, die Reichsbank und das Landratsamt. Auch das mit Rotkreuz-Zeichen erkennbare Reservelazarett in der Berufsschule wurde bombardiert, ebenso wie die nächste Umgebung des Kreiskrankenhauses und der Gaststätte Wilhelmsburg (Reservelazarett). Die Freiwilligen Feuerwehren der umliegenden Orte halfen bei der Brandbekämpfung und bei der Bergung Verschütteter.
Kulturbauten: „Der Denkmalbestand der Altstadt wurde erheblich betroffen.“ Teile der Marktbebauung; 2- bis 3-geschossige, teils verputzte Fachwerkhäuser aus dem 16. bis 18. Jahrhundert (so in der Haindorfgasse). Das Postamt am Marktplatz aus dem ausgehenden 19. Jahrhundert, auf winkelförmigem Grundriss mit Turm im Knickpunkt und vorzüglicher Naturstein-Fassadengestaltung, wurde am 6. Februar 1945 zerstört, zusammen mit dem westlichen Nachbargebäude – einem Wohn- und Geschäftshaus. Die Ruinen wurden später beseitigt und durch Neubauten ersetzt. Der dreigeschossige Fachwerkbau in fränkischer Art am Lutherplatz 5, aus dem 17. Jahrhundert, wurde zerstört. Er war ein achtachsiges Gebäude mit weit vorkragenden Obergeschossen und „Wilder Mann“- und „Leiter“-Motiven im Fachwerk.
33 Tote und mehrere Schwerverletzte waren zu beklagen. Es handelte sich wieder vor allem um Frauen und ältere Leute, auch Kinder. Es gab wieder eine Ehrenfeier auf dem Altmarkt mit musikalischer Begleitung durch die Volkssturm-Kapelle und einen Trauerzug zum Friedhof im Eichelbach.
Andere südwestthüringische Orte, die am 6. Februar als „Gelegenheitsziele“ von der 1. Air Division bombardiert wurden, waren Ohrdruf, Eisfeld, Waltershausen, Friedrichroda und Steinbach-Hallenberg.
Die für beide Luftangriffe genannten Sachschäden und Opferzahlen beziehen sich nur auf das damalige Stadtgebiet, ohne die später eingemeindeten Orte, wie Näherstille und Wernshausen.

## Begräbnisstätte
Die 55 Bombenopfer vom 20. Juli 1944 und die 33 Bombenopfer vom 6. Februar 1945 wurden auf dem Friedhof im Eichelbach (nordwestlich des Elisabeth-Klinikums) beigesetzt. Die Grabstätte der Bombenopfer ist (2015) nicht (mehr) speziell als solche ausgewiesen und so für Besucher nicht erkennbar. Sie befindet sich auf einer großen Rasenfläche (unterhalb der Friedhofskirche), in deren Mitte ein Denkmal aus der DDR-Zeit mit dem Text „Den Opfern des Faschismus und Militarismus“ steht. Nach der Wende wurden nach den Unterlagen der Friedhofsverwaltung vier große Steinplatten mit den zusammen 180 Namen der Bombenopfer und in Schmalkalden verstorbener Soldaten (Auskunft der Friedhofsverwaltung) angefertigt und auf dem Gelände als Bodenplatten platziert. Von diesen 180 deutschen Kriegstoten sind 112 Soldaten, 21 zivile Männer, 34 Frauen und 13 Kinder. Von den 88 Bombenopfern ist somit offenbar nur ein Teil hier beerdigt und auf den Namenstafeln verzeichnet.

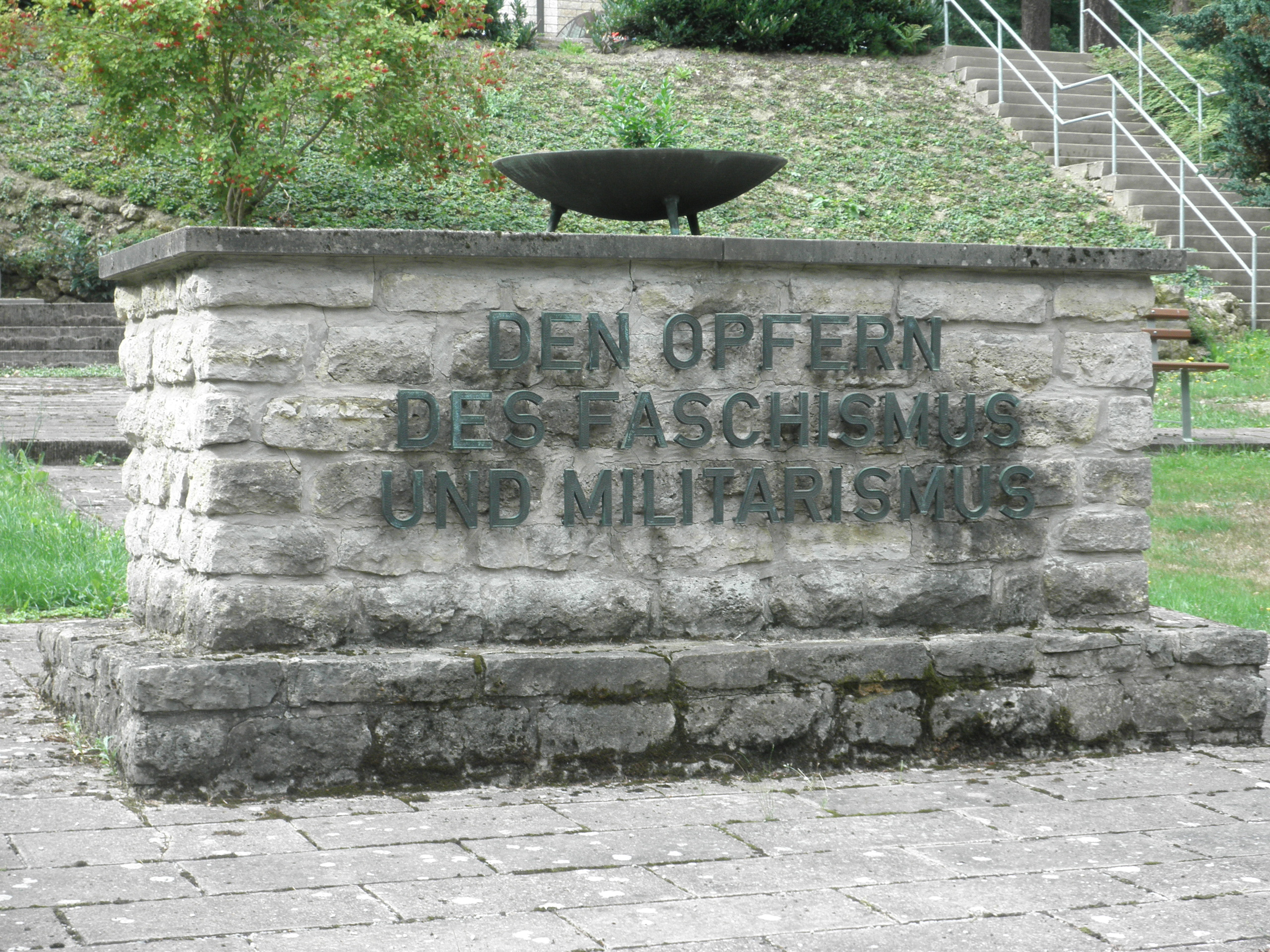
Denkmal auf Gräberfeld mit Bombenopfern und Soldaten, Friedhof Schmalkalden
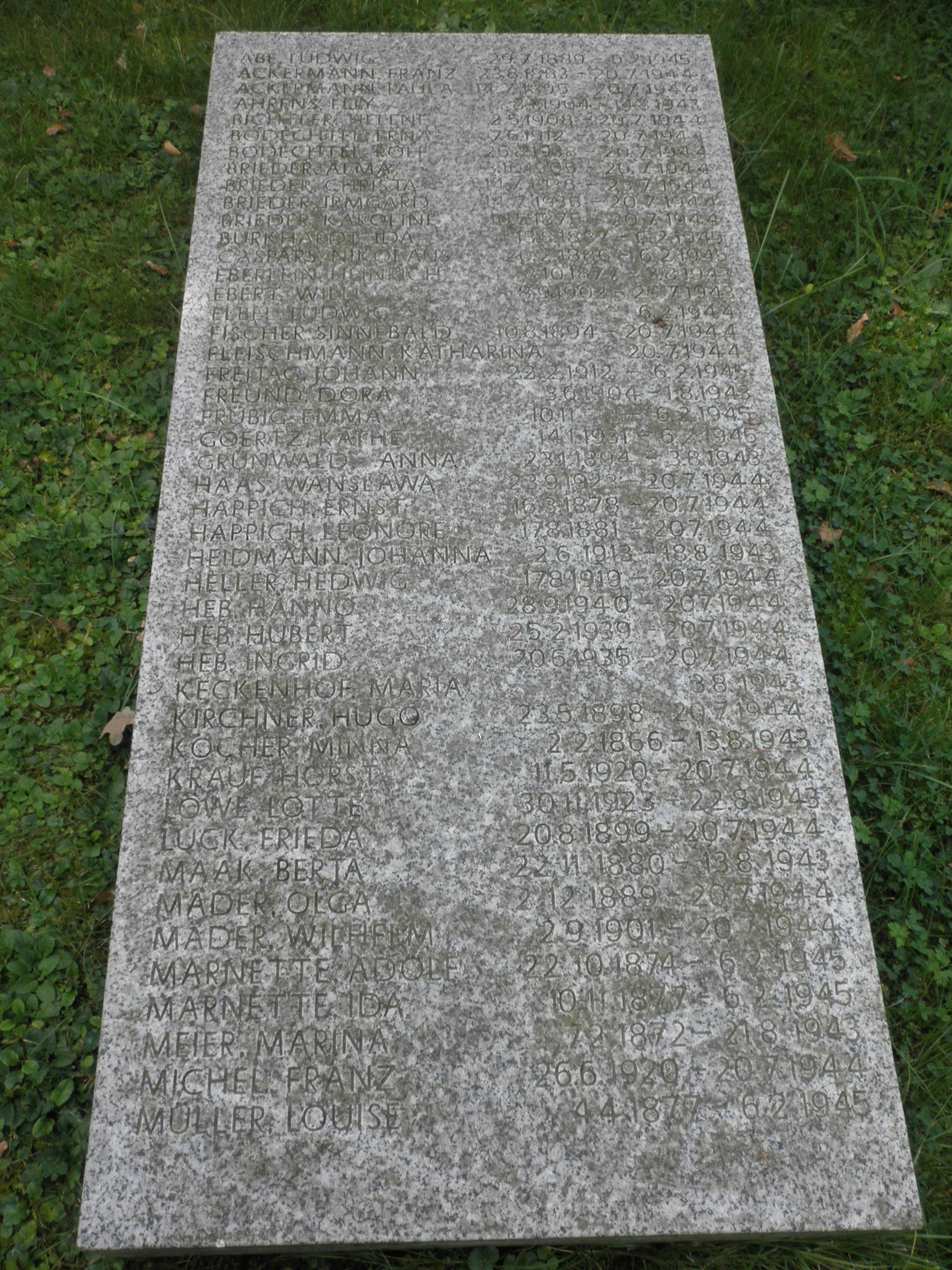
Bombenopfer und Soldaten auf dem Friedhof, eine von 4 Bodenplatten mit Namen
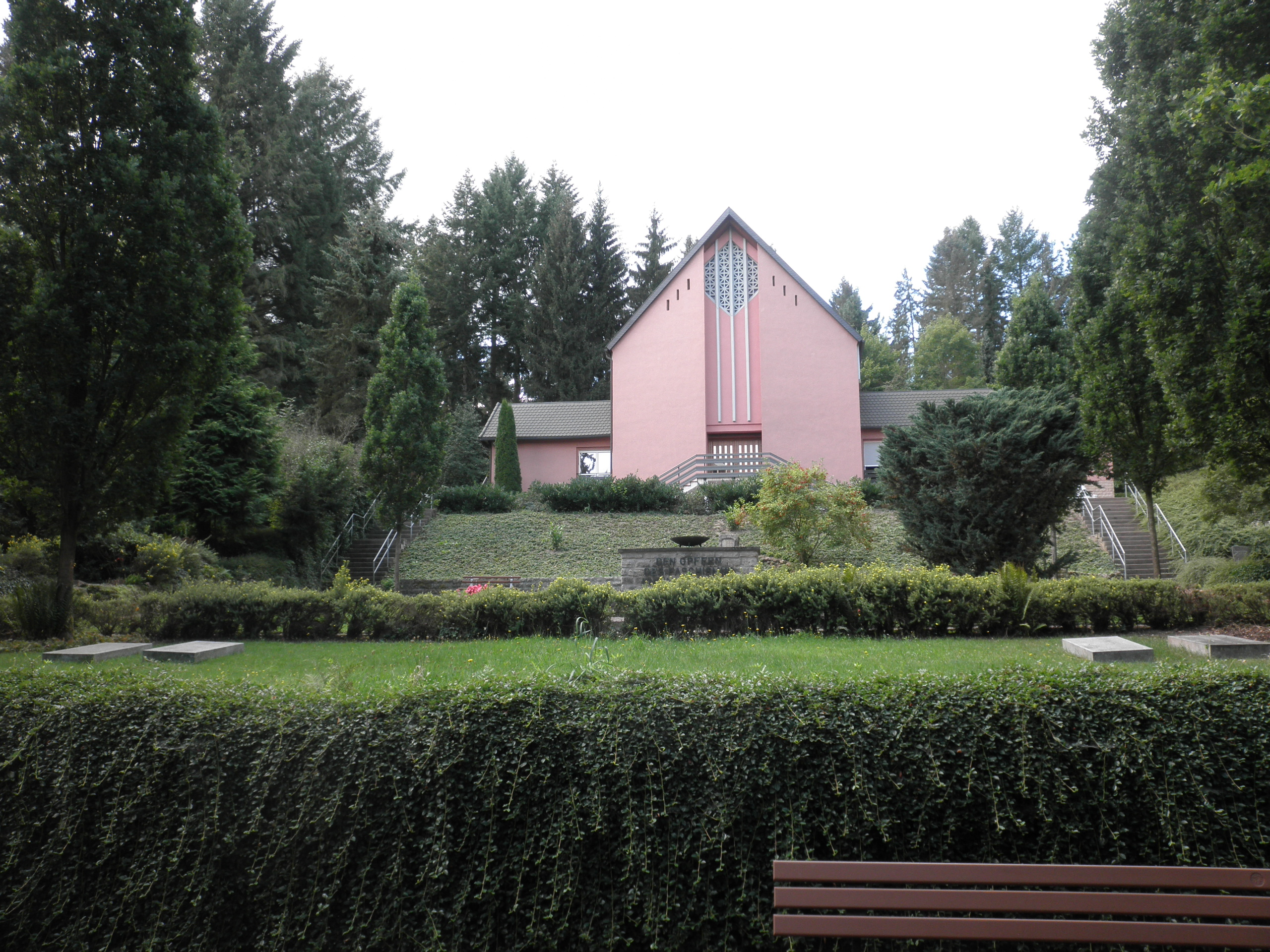
Massengräber auf Friedhof, beidseits unten Steinplatten mit 4 mal 45 Namen